# Charlie Byrd
Pour les articles homonymes, voir Byrd.
Charlie Byrd est un guitariste et compositeur de jazz américain né à Suffolk dans l'État de Virginie le 16 septembre 1925 et mort le 2 décembre 1999 à Annapolis dans le Maryland.

## Carrière musicale
Byrd grandit dans un environnement musical et apprend la guitare avec l'aide de son père. Au début des années 1950 il se consacre davantage à l'étude de la guitare classique aux côtés de Sophocles Papas (en) ou Andrés Segovia en Italie. À la fin des années 1950 il se produit en trio mêlant jazz et style classique principalement dans la région de Washington et enregistre aussi des disques importants dans sa discographie. Au cours d'une tournée en Amérique latine en 1961 il découvre la bossa nova et de retour la fait écouter à Stan Getz. Ils enregistrent ensemble en 1962 l'album Jazz Samba qui connaît un grand succès et contribue à populariser ce style musical en Amérique du Nord. Ce succès lui permet d'enregistrer de nombreux disques pour Riverside puis Columbia et d'explorer principalement la bossa nova au cours des décennies suivantes. À partir de 1973 il effectue plusieurs enregistrements avec le groupe Great Guitars aux côtés de Herb Ellis et Barney Kessel. Byrd meurt le 2 décembre 1999 à 74 ans après s'être battu contre un cancer,.

## Discographie

### Sous son propre nom de scène
- 1955 — Byrd's Word - Original Jazz Classics
- 1957 — Midnight Guitar - Savoy
- 1960 — The Guitar Artistry  of Charlie Byrd  - Riverside
- 1961 — Blues Sonata
- 1962 — Jazz Samba - Verve
- 1962 — Latin Impressions - Riverside
- 1962 — M.. Guitar - Original Jazz Classics
- 1963 — Bossa Nova Pelos Passoros - Original Jazz Classics
- 1965 — Brazilian Byrd - Columbia
- 1967 — More Brazilian Byrd
- 1973 — Crystal Silence - Fantasy Records
- 1977 — Direct Disc Recording - Crystal Clear Records
- 1980 — Brazilian Soul - Concord
- 1980 — You Took Advantage Of Me (avec Great Guitars)
- 1991 — The Bossa Nova Years - Concord Jazz

### Avec d’autres artistes ou en sideman
Cal Tjader & Charlie Byrd
- 1974 : Tambu (Fantasy Records)